# Municipio de Lowville
El municipio de Lowville (en inglés: Lowville Township) es un municipio ubicado en el condado de Murray en el estado estadounidense de Minnesota. En el año 2010 tenía una población de 169 habitantes y una densidad poblacional de 1,82 personas por km².

## Geografía
El municipio de Lowville se encuentra ubicado en las coordenadas 44°3′31″N 95°52′25″O / 44.05861, -95.87361. Según la Oficina del Censo de los Estados Unidos, el municipio tiene una superficie total de 93.02 km², de la cual 92,63 km² corresponden a tierra firme y (0,42 %) 0,39 km² es agua.

## Demografía
Según el censo de 2010, había 169 personas residiendo en el municipio de Lowville. La densidad de población era de 1,82 hab./km². De los 169 habitantes, el municipio de Lowville estaba compuesto por el 100 % blancos. Del total de la población el 1,18 % eran hispanos o latinos de cualquier raza.